# Mélissa Camara
Pour les articles homonymes, voir Camara.
Mélissa Camara, née le 27 novembre 1991 à Mont-Saint-Aignan, en Seine-Maritime, est une conseillère municipale de Lille, femme politique française, et députée européenne élue en 2024 au sein de la liste Les Écologistes.

## Biographie

### Famille
Fille d'une employée de bureau française et d'un soudeur guinéen, Mélissa Camara naît en 1991 dans une banlieue populaire de Rouen.

### Formation
Lors de ses études, Mélissa Camara rédige un mémoire sur l'intersectionnalité et les femmes roms, notamment en mettant en avant leur précarité environnementale et l'exposition de ces populations à la pollution sur les terrains réservés à l'habitat temporaire. Elle exerce la profession de travailleuse sociale.

### Carrière politique
Lesbienne, elle est militante LGBT+, féministe et antiraciste, outre sa sensibilité écologiste. Elle s'engage chez Europe Écologie Les Verts après avoir milité chez SOS homophobie et Osez le féminisme !.
Candidate sur la liste écologiste aux élections municipales de Lille en 2020, elle devient conseillère municipale d'opposition. L'année suivante, elle devient porte-parole de Sandrine Rousseau pour la primaire présidentielle écologiste, puis de Yannick Jadot pour la présidentielle de 2022.
Lors du congrès du parti qui suit la présidentielle, elle mène la motion "La Terre, nos luttes" alliant l'aile gauche du parti et entre dans son bureau exécutif après avoir obtenu 13% des sièges et s'être inclinée devant la liste de Marine Tondelier. Elle devient alors déléguée à la mobilisation, à l'accueil et à la formation du parti. Elle est ensuite investie par les écologistes pour les élections européennes de 2024 à la troisième place et devient l'une des cinq eurodéputés écologistes français à entrer au Parlement européen malgré un échec relatif du parti.

## Vie privée
Mélissa Camara est mère d'un enfant.